# Maribor
Maribor (în germană Marburg an der Drau) este al doilea oraș ca mărime din Slovenia.

## Istorie

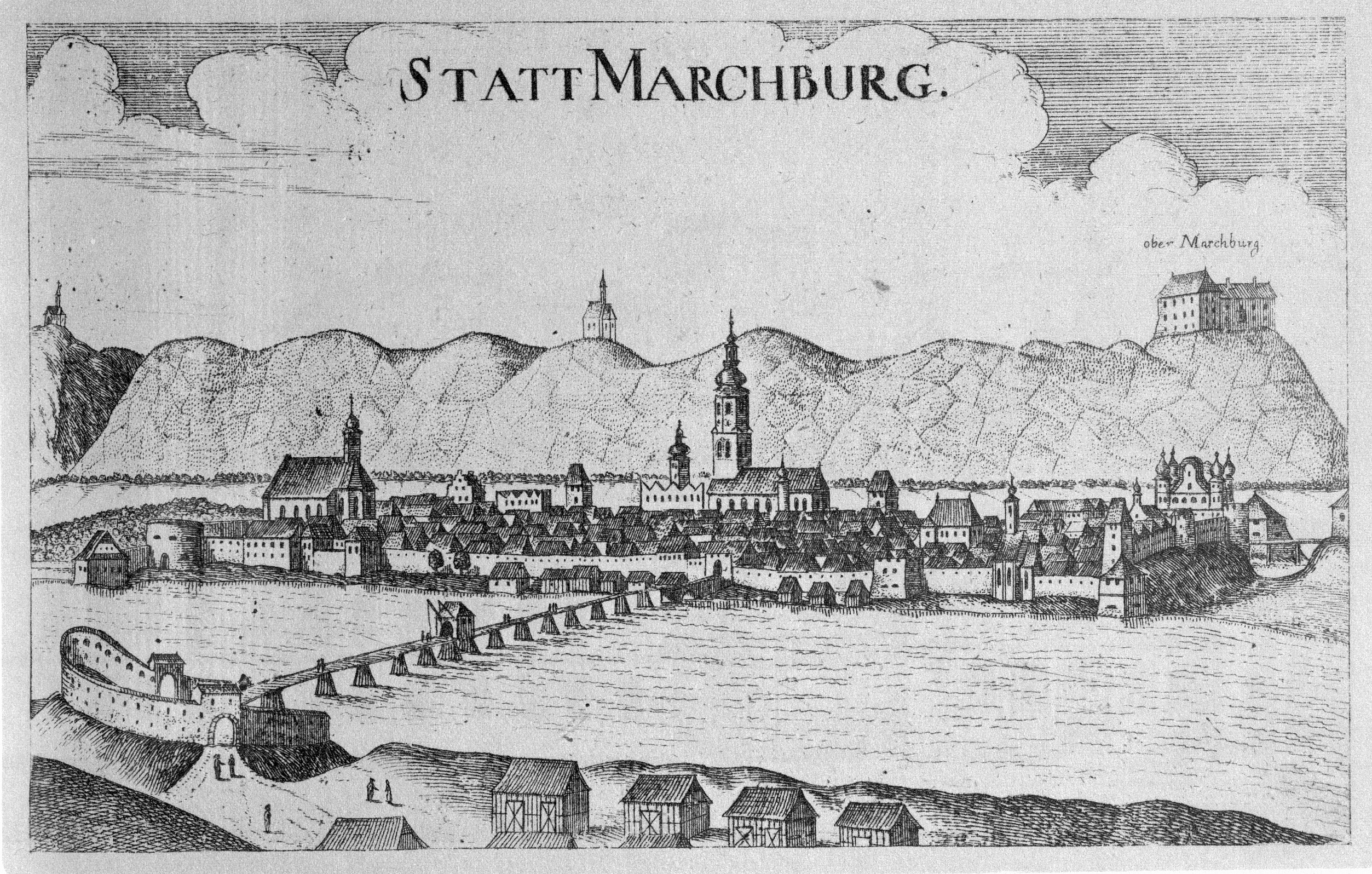
Maribor Medieval

În 1164 un castel cunoscut sub numele de Marchburch a fost construit în Styria. Acesta a fost primul construit pe dealul Piramida, chiar pe locul orașului. Maribor a avut menționat pentru prima dată o piață în apropierea castelului în 1204, și a primit atestarea documentară de oraș în 1254. A început să crească rapid, după victoria lui Rudolf I de Habsburg împotriva lui Ottokar al II-lea al Boemiei în 1278. Maribor a rezistat la asediile lui Matia Corvin în 1480 și 1481 și Imperiului Otoman în 1532 și 1683, iar orașul a rămas sub controlul monarhiei habsburgice până în 1918.
Maribor, anterior în Episcopia catolică din Graz-Seckau, a devenit parte din Eparhia de Lavant la 1 iunie 1859. Numele episcopiei (după un râu din Carintia) a fost mai târziu schimbat la Dieceza de Maribor, la 5 martie 1962.

### Comunitatea  evreiască
Evreii din Maribor au fost menționati pentru prima dată în 1277, dar se sugerează că trăiau în oraș din 1317. În aprilie 1941, Germania nazistă a invadat Iugoslavia și Stiria de Jos a fost anexată la al Treilea Reich. Evreii din Maribor au fost deportați în lagăre de concentrare de la sfârșitul primăverii anului 1941.
Sinagoga Maribor este una dintre cele mai vechi sinagogi conservate din Europa, și una din doar doua de stânga din Slovenia.

### Începutul secolului XX
Înainte de Primul Război Mondial, orașul avea o populație de 80% etnici germani și 20% sloveni. Potrivit ultimului recensământ austro-ungar în 1910, orașul Maribor și suburbiile Studenci (Brunndorf), Pobrežje (Pobersch), Tezno (Thesen), Radvanje (Rothwein), Krčevina (Kartschowin), și Košaki (Leitersberg) erau formate din 31.995 germano-austrieci (inclusiv evrei care vorbeau limba germană), și doar 6.151 sloveni. 
În timpul Primului Război Mondial mulți sloveni din Carintia și Stiria au fost reținuți pentru suspiciunea de a fi dușmani ai Imperiului Austriac, care a dus la o neîncredere între germano-austrieci și sloveni. După prăbușirea Austro-Ungariei în 1918, Maribor a fost revendicat atât de Statul slovenilor, croaților și sârbilor cât și de către Austria Germană, iar în 27 ianuarie 1919, trupele iugoslave au tras asupra cetățenilor austro-germani care manifestau pentru alipirea teritoriului locuit de ei la Austria Germană. După 1918 cei mai mulți  germani au părăsit Maribor pentru Austria, inclusiv oficialii vorbitori de limbă germană, care nu proveneau din regiune.
În 1941 Stiria de Jos, o parte iugoslavă a Stiriei, a fost anexată de Germania nazistă. Trupele germane au intrat în oraș pe 8 aprilie 1941.
Pe 26 aprilie Adolf Hitler, care a încurajat adepții să "facă acest pământ german din nou", a vizitat Maribor și o mare adunare a fost organizată de către localnicii germani în oraș. Imediat după ocupație, Germania nazistă a început expulzări în masă ale slovenilor la Statul Independent al Croației, Serbiei, și mai târziu la lagărele de concentrare și de muncă în Germania. Scopul nazist a fost de a re-germaniza populația din Stiria de Jos după război. Mulți sloveni patrioți au fost luați ostatici, iar unii au fost mai târziu împușcati în închisorile din Maribor și Graz. Acest lucru a condus la rezistența organizată de partizani. Maribor a "găzduit" un lagăr german PoW din 1941 -1945 pentru multe trupe britanice. Orașul, un important centru industrial, cu industria de armament masivă, a fost bombardat sistematic de către aliați, în al Doilea Război Mondial. Restul populației vorbitoare de limbă germană, cu excepția celor care au colaborat activ cu rezistența în timpul războiului, a fost expulzată sumar de la sfârșitul războiului în 1945.
După eliberare, Maribor s-a dezvoltat major în industrie cu forța de muncă calificată și ca un centru cultural din nordul Sloveniei. Atunci când Slovenia s-a retras din Iugoslavia în 1991, pierderea pieței Iugoslave a afectat grav economia orașului, care s-a bazat pe industria grea, ajungând la niveluri record de șomaj de aproape 25%. Situația s-a îmbunătățit începând cu mijlocul anilor 1990, cu dezvoltarea întreprinderilor mici și mijlocii și industrie, permițând depășirea crizei industriale.

### În prezent
Site-urile turistice din Maribor numără cateva elemente principale:
- Catedrala Maribor, în stil gotic și Primăria Maribor construită în stil renascentist.
- Castelul Maribor ce datează din secolul 15.
- Piramida Hill cu capela din secolul 19 domină în limita granița de nord a orașului. Aici se pot recunoaște ruinele castelului Maribor din secolul al 12-lea.

În oraș se găsește Universitatea din Maribor, înființată în 1975.
Echipa fanion de fotbal a orașului este NK Maribor, o echipă din prima liga slovenă.
Maribor a fost Capitală Europeană a Culturii în 2012, alături de Guimarães, Portugalia. 
Maribor a fost Capitala Europeană a Tineretului în 2013.

## Arhitectură
În 2011 a început, de asemenea, construirea Facultății moderne de Medicină în apropiere de râul Drava. Facultatea a fost proiectată de arhitectul Boris Podrecca și se va finaliza în 2013.
Nu cu mult timp în urmă a fost, de asemenea, un concurs de arhitectură pentru renovarea Bibliotecii Rotovž ,Rotovž Square și pentru Piața principală din Maribor. 
Principalele poduri (de la vest la est):
- Podul Carintia
- Studenci Footbridge
- Podul Vechi
- Tito Bridge
- Podul feroviar
- Double-Storey Bridge

Există, de asemenea, multe rămășite medievale în Maribor, inclusiv turnuri (turnul de apă și Turnul evreiesc).
Atracții turistice
Maribor are multe locuri turistice și atracții, cum ar fi:
- Lent Festival- festival important ce se ține timp de aproximativ două săptămâni, la sfârșitul lunii iunie. În fiecare an, festivalul conține teatru, operă, balet clasic, modern, și muzicieni de jazz și dansatori din întreaga lume, precum și multi vizitatori. Există, de asemenea, mimi, magicieni și acrobați.
- Aici sunt viile cele mai vechi din lume, care cresc pe lângă râul Drava de mai mult de 4 secole. Viile întinse, care încep de la marginea orașului până peste dealurile Maribor, se întrepătrund cu peste 50 km de drumuri ale vinului. Pe aceste drumuri se află magazine de vinuri și ferme turistice.
- Sinagoga Maribor - construită în secolul al 14-lea, aceasta este a doua cea mai veche din Europa. Astăzi, ea servește ca un centru de activități culturale și oferă vizitatorilor evenimente diverse, inclusiv expoziții, concerte și seri literare. Sinagoga este situată în piața evreiască (Židovski TRG), în fostul cartier evreiesc.

## Persoane importante ale orașului
Lista persoanelor notabile care s-au născut sau au trăit în Maribor:
- Bernhard von Spanheim, duce de Carinthia, fondator al orașului
- Zlatko Zahovič, jucător de fotbal
- Tomaž Barada, taekwondoist
- Sani Bečirovič, jucător de baschet
- Danilo Türk, președintele Sloveniei
- Saša Vujačić, jucător de baschet în NBA
- Andrej Brvar, poet
- Aleš Ceh, jucător de fotbal
- Lev Detela, scriitor, poet, traducător
- Mladen Dolar, filozof
- Vekoslav Grmič, episcop romano-catolic și teolog
- Polona Hercog, jucătoare de tenis
- Janko Kastelic, dirijor și director muzical
- Jurij Toplak, cercetător constituțional în drept electoral
- Matjaz Kek, jucător de fotbal și antrenor
- Ottokar Kernstock, poet austriac
- Aleksander Knavs, jucător de fotbal
- Edvard Kocbek, poet, eseist și om politic
- Katja Koren, schioare
- Anton Korosec, politician
- Marko Letonja, dirijor
- Rudolf Maister, lider militar
- anez Menart, poet și traducător
- Tomaž Pandur, regizor
- Ton Partljič, dramaturg, scenarist, politician
- Zarko Petan, scriitor, eseist și regizor de film
- Janko Pleterski, istoric
- Tomaž Gnyra, dulgher
- Miran Potrč, politician
- Ladislau von Rabcewicz, inginer civil austriac
- Zorko Simčič, scriitor și eseist
- Anton Martin Slomšek, episcop romano-catolic, poet, avocat
- Wilhelm von Tegetthoff, amiral austriac
- Anton Trstenjak, teolog, psiholog, eseist
- Prežihov Voranc, scriitor și activist politic
- Luka Krajnc, jucător de fotbal
- Luka Šulić, violoncelist
- Maja Keuc, cântăreață